# 南竿大王宮
金板境大王宮，或稱鐵板大王宮，是一座位於中華民國福建省連江縣南竿鄉仁愛村、主祀神為守土大王的廟宇。 該廟位於金板境天后宮旁。 現在的廟宇建築重建於2007年。

## 簡介

### 守土大王
多座主祀神為守土大王（或稱守境大王、守土尊王等）的大王宮分佈在福建長樂、連江地區村莊境內；它們其中所祀奉的守土大王，最初只具有守護保佑村莊平安的「神職」，在眾神系統中地位不高，因此只能建小廟供奉之。
馬祖地區的大王宮廟多位在各村落之澳口（主要出入口）。有些守土大王被人們認為具有「報亡」的職能：當村民過世時，其後代會前往當地的大王廟，向當地的守土大王（「本境大王」）報告往生者的過世時刻，以「除去陽間戶籍，入陰間戶籍」。

### 元中統古碑
在本廟中，有一刻有元代紀年的石碑，可能是當地早期發展的見證。 該碑被列管為連江縣之一般古物。